# Свіслоцька гімназія
Свіслоцька гімназія — одна з 8 середніх навчальних закладів відкритих на території Білорусі й Литви відповідно до навчального плану Віленського навчального округа, розробленого керівництвом Віленського університету на чолі з ректором Яном Снядецьким.
1804 р. за кошти графа Вінцента Тишкевича (1757—1816), власника містечка Свіслоч, була заснована як Гродзенська губернська академічна гімназія для навчання молоді з Берестейського, Пружанського, Кобринського, Войськівського, Слонімського та Гродзенського повітів. Відкрита була 1805 р. У 1834 р. втратила статус губернської і була перетворена в звичайну повітову гімназію. У 1835 р. Свіслоцьку повітову гімназію було реорганізовано в повітове училище, а через 16 років — в п'ятикласне дворянське училище, яке було закрито 1851 р.
Із 1944 р. — Свіслоцька середня школа. Із 1987 р. — Свіслоцька середня школа № 1 ім. К. Калиновського. Із 2005 р. — Гімназія № 1 ім. К. Калиновського.

## Історія
Навчання було розраховане на 7 років. Навчальний план гімназії був подібним до планів повітових училищ, але був більш широким і різноманітним. Основною мовою навчання була польська. Гімназії та повітові училища оголошувалися відкритими для всіх. Однак насправді вони були доступними лише дітям багатої знаті.
Свіслоцька гімназія була досить великим навчальним закладом. Тут у різні роки навчалося від 200 до 300 учнів. Сюди приїздили не лише діти місцевої Войськівської знаті, але й учні з різних куточків Гродзенської губернії. Для них, завдяки благодійності Тишкевича, було зроблено гуртожиток.
Першим директором гімназії був доктор філології Г. Крусинський.
У 1820 році гімназією керував А. Суходольський, а в часи перебудови її в училище — Грацерт. Тут вивчали математичні науки, історію, іноземні мови, малювання (із 1820-х — топографічний малюнок, креслення), географію, природничі науки, літературу.
Свіслоцька гімназія була базовою школою Віленського університету, у параграфі № 1 Статуту Віленського навчального округа зазначено: «Свіслоцька гімназія передається в безпосереднє ведення університету». Університет підбирав кадри для гімназії, давав навчальні посібники, поповнював бібліотеку. Тому Свіслоцька гімназія відрізнялася високим рівнем навчання й мала велику популярність. Отримала офіційну назву Гродзенська губернська гімназія у Свіслочі.
У гімназії був сильний професорсько-викладацький склад. Тут працювали Леон Боровський — учитель мови та літератури; Іван Вольський — учитель фізики, автор багатьох наукових статей; Максиміліан Якубович — учитель латинської та грецької мов, автор граматики латинської мови і наукової роботи «Філософія християнства»; Шидловський — учитель риторики, відомий письменник, працював професором Віленського університету; Ян Чечот — учитель географії; малювання в 1841—1847 рр. викладав випускник Віленської художньої школи Полікарп Йотейко.
Населення Свіслоча становило 614 чоловік (1816), викладачів та учнів — 328 (1818).
| Рік  | Кількість викладачів | Кількість учнів |
| ---- | -------------------- | --------------- |
| 1805 | 6                    | 84              |
| 1818 | 10                   | 318             |
| 1827 | 14                   | 273             |
| 1830 | 16                   | 306             |
| 1835 | 16                   | 332             |

Створення лабораторій, поповнення підручниками й інші процеси вдосконалення гімназії проходили завдяки вкладенню фінансів графом Вінцентом Тишкевичем (1757—1816). Тишкевич згідно з його заповітом від 1813 р. також передав гімназії 20 тисяч срібних рублів.
Заняття в гімназії проходили за розпорядком дня. Учні вставали о 6 годині ранку, лягали спати о 10 годині вечора. Виконувати уроки учні повинні були з пів на сьому і до часу, коли потрібно було йти на заняття. Після занять давалося дві години, щоб повернутися додому й пограти. Потім був час на виконання уроків і особливо таких письмових робіт, які не вимагали великого напруження. Після цього відводилося ще 2 години на обід, прогулянку, а потім знову 2 години на виконання уроків. Заборонялося пити міцні напої й курити, а також влаштовувати суперечки. Учні не повинні були брехати і лицемірити. Учні повинні були прагнути самовдосконалення.
Високий рівень навчання, багата бібліотека, хороший вчительський склад сприяли не лише здобуттю хороших знань, а й розвитку вільнодумства серед студентів. Формою організаційного та ідейного згуртування демократичних сил були різні таємні товариства. У 1819 р. учнями шостого класу було утворено «Товариство любителів наук». Потім було утворено «Моральне товариство», «Заран», відділення «Товариства військових друзів».
Свіслоцька гімназія декілька разів пережила докорінну перебудову, спричинену, перш за все, політичними причинами. Сильного удару по гімназії було завдано репресіями пов'язаними з розкриттям таємних товариств. Було не лише змінено учительський колектив та навчальний план гімназії, а й введено екстраординарні засоби і методи нагляду. Було створено особливу поліцію училища.
Наступного удару гімназії було завдано в 1830-х роках після повстання (1830-1831). Стало менше талановитих викладачів, зменшився приплив здібних учнів. Серед причин цього було закриття Віленського університету (1832) і відкриття у квітня 1834 р. гімназії в Гродно. Свіслоцька гімназія перетворилася в ординарну повітову. У 1835 р. гімназію було реорганізовано в повітове училище, а через 16 років — в п'ятикласне дворянське училище. Остаточно Свіслоцьку гімназію було закрито
в 1851, коли її перевели до Шауляя.
Свіслоцьку гімназію закінчили багато відомих людей свого часу, серед них Адольф Белакоз, Костянтин Будзинський, Віктор Гельтман, Леон Зянкович, Осип Ковалевський, Кастусь Калиновський, Луціан Крашевський, Юзеф Крашевський, Владислав Малаховський, Наполеон Орда, Леон Потоцький, Юзеф Пашковський, Райнольд Суходольский, Януарій Суходольський, Ромуальд Траугутт та ін.

## Будівля
Планування будівель відповідало нормам класицизму (проект Я. Шантира). По-перше, це композиція, що складається з трьох частин — на одній лінії з центральним одноповерховим головним корпусом знаходилися два симетричні невеликі флігелі. У проекті будівель була присутня незмінна колонада: біля головного корпусу — портик із чотирнадцятьма колонами, біля крила — шість колон. Характерне для класицизму розташування парадних кімнат на першому плані та відведення уваги від житлових приміщень також присутні в будівлях гімназії.